# La mala educación
La mala educación è un film del 2004 diretto da Pedro Almodóvar, presentato fuori concorso come film d'apertura al 57º Festival di Cannes.

## Trama
Madrid, 1980. Juan, che si finge suo fratello maggiore Ignacio, va dal regista Enrique per proporsi come attore. Enrique, in piena crisi creativa, delude le aspettative di Juan, che comunque gli lascia il suo ultimo manoscritto, La visita.
Il racconto, parzialmente autobiografico, narra la storia di due compagni di collegio nei primi anni sessanta. I due protagonisti, gli stessi Ignacio ed Enrique, hanno condiviso i primi turbamenti adolescenziali e la scoperta della loro omosessualità. Padre Manolo, il direttore del collegio, ha un interesse per Ignacio, del quale abusa, e per questo fa allontanare Enrique dal collegio. Dopo diversi anni, nel 1977, Ignacio dopo un percorso di transizione è una donna transgender e, fingendosi sua sorella, Zahara, torna dal padre Manolo per vendicarsi del fatto che quest'ultimo, tanti anni prima, avesse allontanato il suo Enrique dal collegio nonostante gli avesse promesso il contrario. Lo ricatta: se padre Manolo non le darà 1.000.000 di pesetas, farà pubblicare il racconto su quello che avveniva all'interno del collegio, rivelando quindi la colpevolezza di padre Manolo. La storia si conclude con l'uccisione di Ignacio da parte di un confratello di padre Manolo per sottrarsi al ricatto.
Enrique è il regista di questa storia e Juan (che continua a fingersi Ignacio) insiste per interpretare il ruolo di Zahara. Enrique accetta, però si accorge che colui che crede Ignacio è strano, gli sembra completamente cambiato rispetto agli anni della scuola, e così inizia ad indagare su di lui. Si reca in Galizia dove incontra la madre di Ignacio, che gli racconta come Ignacio sia morto quattro anni prima. Da una foto Enrique capisce che il ragazzo che si finge Ignacio è in realtà Juan, il fratello minore. Scopre inoltre che il racconto La visita è stato davvero scritto da Ignacio prima di morire, ispirandosi ai ricordi degli anni passati in collegio. L'ultimo giorno di riprese del film, con Juan che non ha ancora confessato la sua vera identità, Enrique riceve la visita del signor José Manuel Berenguer, cioè il vero padre Manolo, ormai dimesso dallo stato clericale, sposato e con un figlio.
L'uomo gli confessa che la morte di Ignacio è avvenuta in realtà in altro modo. Prima che Ignacio morisse, padre Manolo, ricattato dallo stesso, aveva cominciato a fargli visita sempre più spesso, accampando scuse varie per posticipare la consegna della somma chiestagli in cambio del silenzio solo per vedere il fratello Juan, del quale si era innamorato, e ammette che erano stati lui e Juan, divenuti amanti, ad organizzare un piano per uccidere il fratello tossicodipendente. Juan si sarebbe occupato di procurare la droga e poi sarebbe andato per qualche giorno dalla madre per evitare ogni sospetto, mentre Manuel avrebbe portato la droga ad Ignacio per ucciderlo. Terminato il racconto, Enrique se ne va amareggiato e deluso. Juan lo segue fino alla sua villa e per giustificarsi dice che in realtà era stato padre Manolo ad organizzare il piano perché Ignacio lo ricattava, e ammette quanto sia stato difficile avere avuto un fratello come Ignacio per il giudizio della gente. Juan consegna quindi ad Enrique l'ultima lettera di Ignacio: la lettera però è incompleta e si ferma alla prima riga.

## Riconoscimenti
- Nastri d'argento 2005
  - Regista del migliore film straniero